# Plaça del Fòrum (Tarragona)
La Plaça del Fòrum és una plaça pública de Tarragona protegida com a Bé Cultural d'Interès Local.

## Descripció
Plaça singular dins la part alta de la ciutat en què es preserven importants restes de l'antiga plaça de representació del fòrum provincial d'època romana. Lloc de mercat i zona de pas durant les festes de Santa Tecla de diverses processons i de celebració d'actes. Aquesta es crea després de la guerra civil espanyola, ja que els bombardejos sobre la ciutat destruíren part dels edificis que s'aixecaven a l'interior de l'actual plaça.